# Cosașul verde
Cosașul verde (Tettigonia viridissima) o insectă ortopteră, asemănătoare cu lăcustele cu antene lungi și cu elitre care produc un țârâit asemănător cu sfârâitul coasei, răspândită în Europa, Asia și Africa de Nord; în România este larg răspândită.

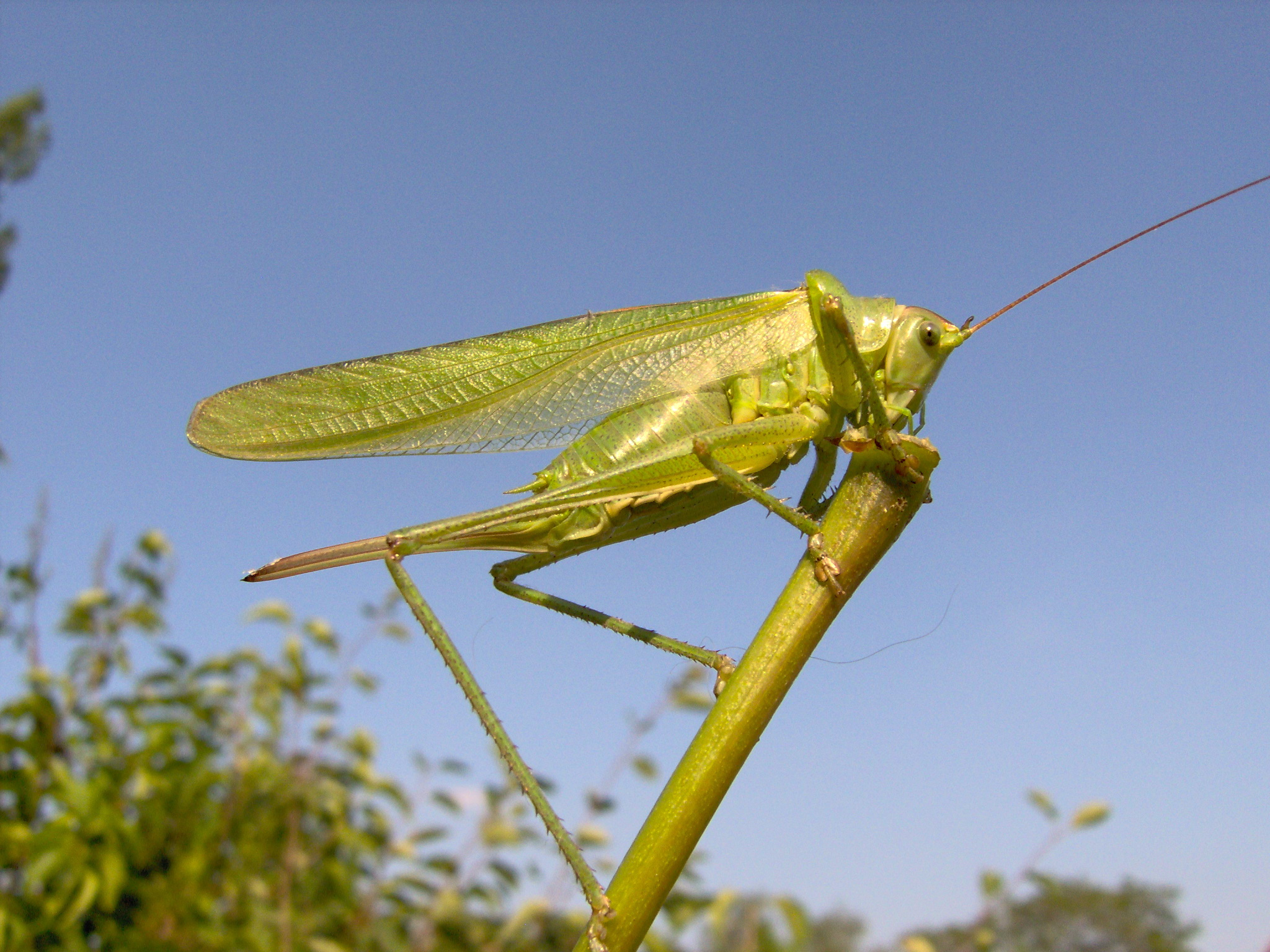
Femela cosaşului Tettigonia viridissima

Mascul are o lungimea de 28–36 mm, iar femelă de 32–42 mm. Antenele sunt setiforme, lungi, de două ori mai lungi decât corpul. Aripile posterioare și tegminele sunt lungi, depășind cu mult femurele posterioare. Au un oviscap sub formă de sabie cu o lungimea de 26–32 mm. Au o culoarea verde, uneori gălbuie sau brună. Ele au uneori pe cap, pe pronot și pe tegmine o bandă mediană longitudinală brună. Ouăle sunt aproape cilindrice, cu  lungime de 5–6 mm și o grosime de 1,5-1,7 mm.
Nimfa cosașului verde se aseamănă cu adultul și trece prin 6 năpârliri. Au o generație pe an. Iernează în stadiu de ou. Depun ouăle izolat, în sol. O femelă poate depune 70- 200 de ouă. Larvele începe să apară la sfârșitul lunii aprilie și începutul lunii mai. Este o specie diurnă.
Cosașul verde este o specie polifagă. El poate produce pagube culturilor de cereale, tutun, cartof, viță de vie, legume etc.